# Площадь Военных Медиков
Пло́щадь Вое́нных Ме́диков — площадь в Выборгском районе Санкт-Петербурга. Находится на пересечении Большого Сампсониевского проспекта и Боткинской улицы.

## Название
В 1939—1957 годах носила название Боткинская площадь (по Боткинской улице), а также площадь Карла Маркса (по проспекту Карла Маркса, теперь Большому Сампсониевскому проспекту).
Современное наименование площадь Военных Медиков дано 7 мая 1996 года в честь подвига военных медиков во время Великой Отечественной войны.

## Достопримечательности

### Военно-медицинская академия имени С. М. Кирова. Больница Виллие (Большой Сампсониевский проспект, дом 5,Боткинская улица, дом 18—20)
Военно-медицинская академия. Михайловская клиническая больница им. Я. В. Виллие. Трёхэтажное здание в классическом стиле построено в 1865—1873 годах по проекту архитектора К. Я. Соколова. Около здания разведён сквер.

#### Памятник С. П. Боткину
Памятник Сергею Петровичу Боткину установлен в сквере в 1908 году по проекту скульптора В. А. Беклемишева. С 2018 года безымянный сквер перед Михайловской клинической больницей называется Боткинский сквер. На невысоком мраморном пьедестале, лицом к больнице, стоит несколько грузная фигура Боткина, одетого в сюртук. Существует одна легенда-традиция: курсанты Военно-медицинской академии, каждый год в ночь перед выпуском и по другим поводам «полируют» Боткину бронзовую трубку — стетоскоп, пуговицы, а в последнее время и носки сапог, расчищая бронзу до золотистого цвета.

### Здание подстанции (Большой Сампсониевский проспект, дом 16)
Здание подстанции Волховской ГЭС построено в 1926—1927 по проекту архитекторов В. А. Щуко, В. Г. Гельфрейха, А. К. Барутчева.

### Жилой дом (Большой Сампсониевский проспект, дом 18)
Жилой дом в стиле эклектики построен в 1879—1880 годах по проекту архитектора Н. В. Дмитриева.

### Жилой дом (Большой Сампсониевский проспект, дом 7)
Жилой дом в стиле эклектики построен в 1905 году. В 1944—1958 годах в доме жил физиолог Леон Абгарович Орбели.

### Памятник военным медикам, павшим в войнах
Памятник военным медикам открыт 8 мая 1996 года, посвящён подвигам военных медиков Ленинграда за период блокады города и Великой Отечественной войны. Над памятником работали скульптор Б. А. Петров и архитекторы Ю. К. Митюрёв, Н. Б. Митюрева, В. С. Васильковский. Памятник представляет из себя мемориальный павильон из серого гранита, внутри которого укреплены бронзовые композиции из щитов с пиками, на щитах изображены символы военных медиков.

### Клиника госпитальной хирургии (Боткинская улица, дом 23)
Акушерско-гинекологическая клиника баронета Виллие или Военно-медицинская академия. Клиника госпитальной хирургии. Здание в стиле неоклассицизм построено 1904—1908 годах по проекту военного инженера А. М. Вишнякова для гинекологической клиники.

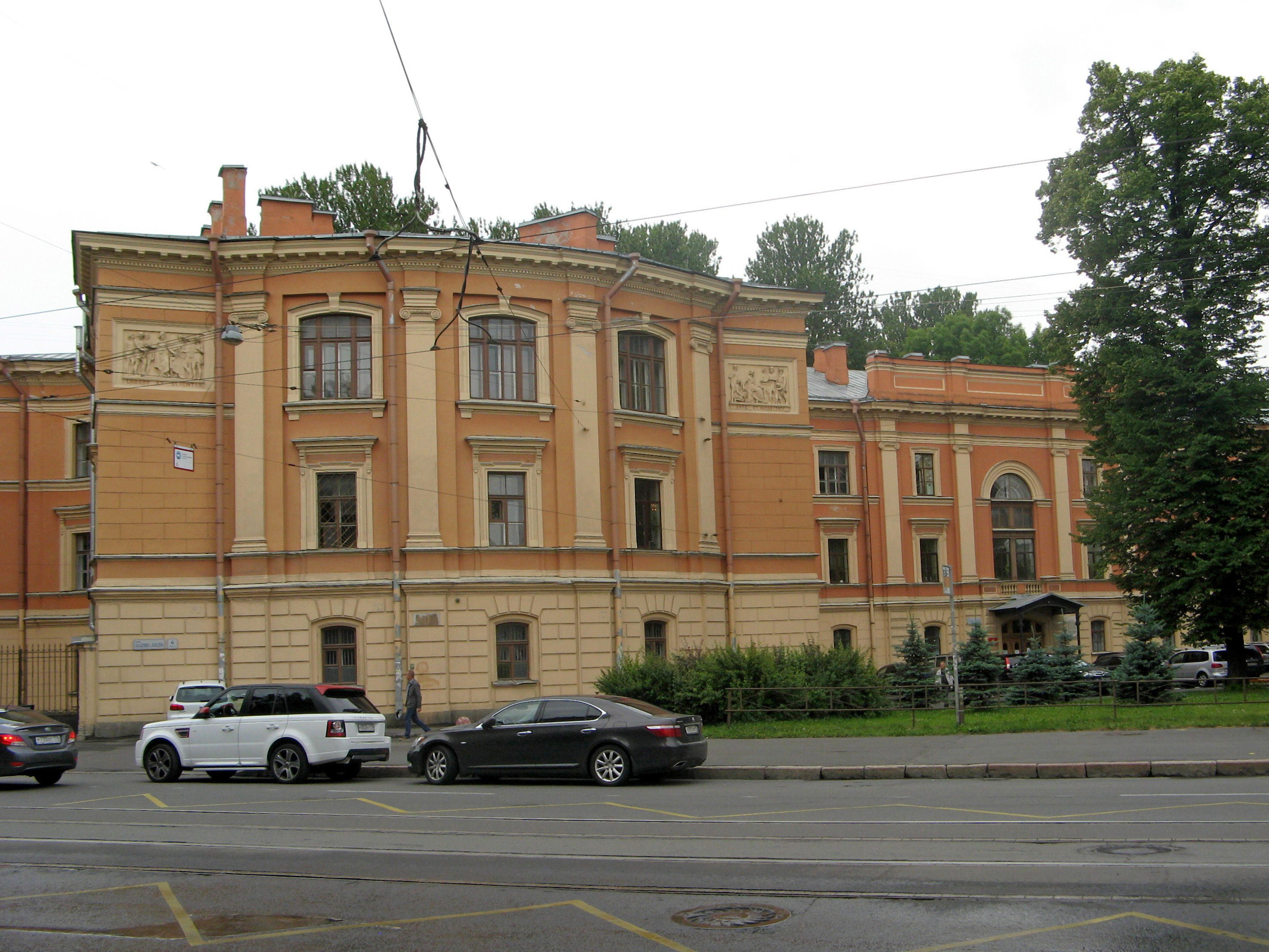
Михайловская клиническая больница им. Виллие
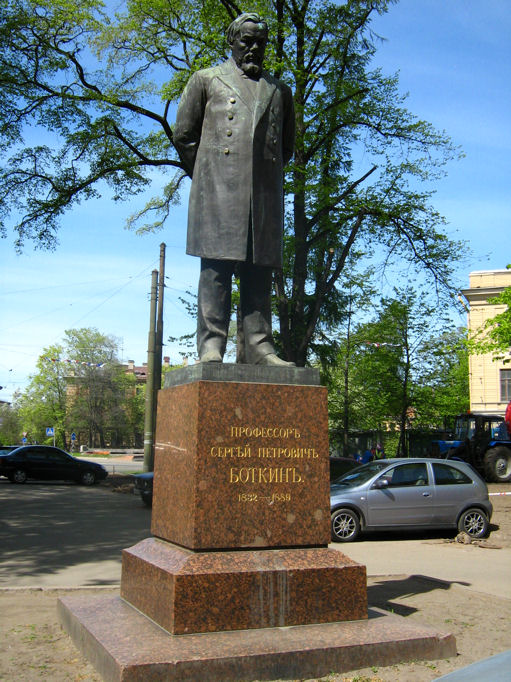
Памятник Боткину
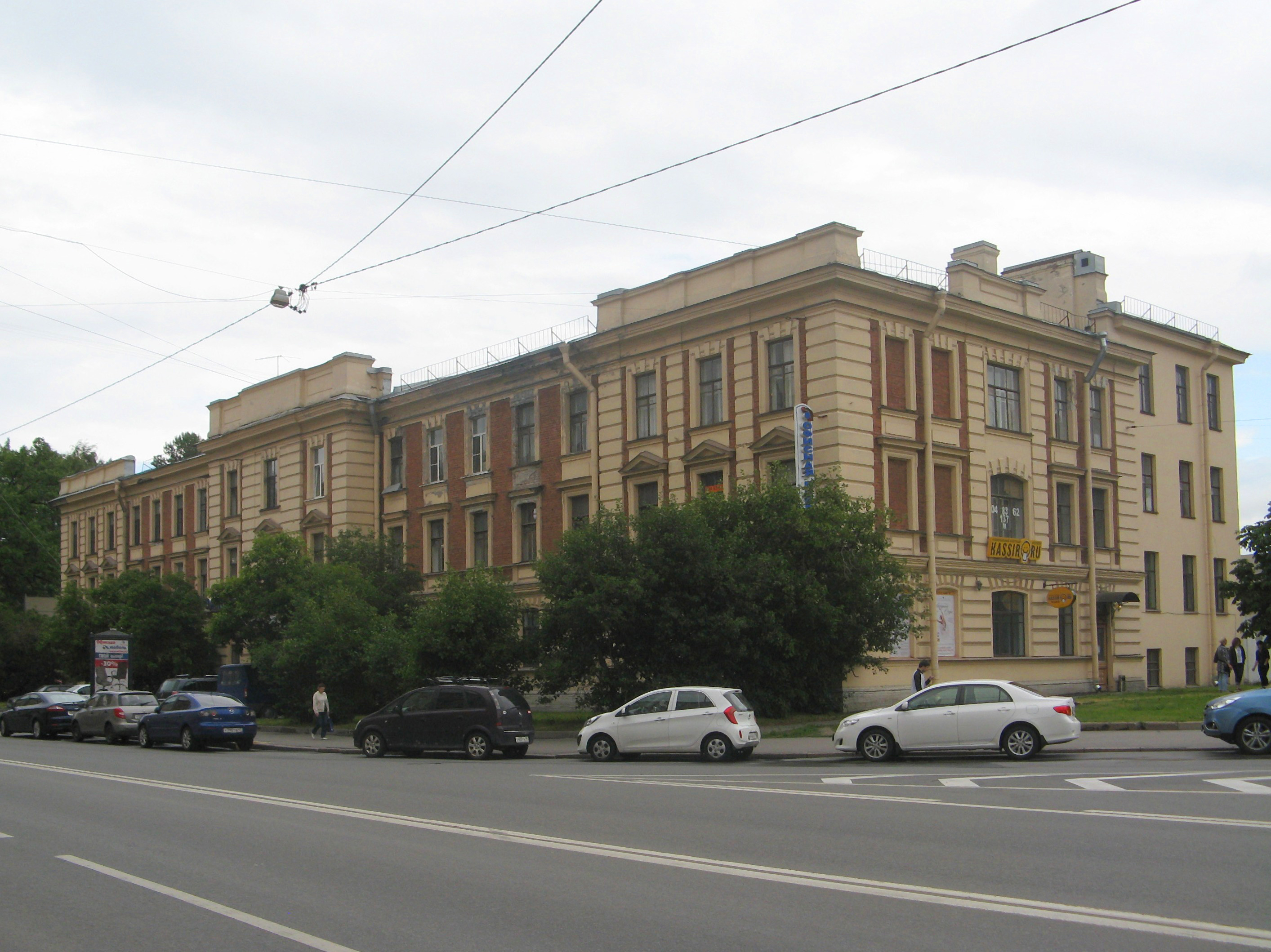
Большой Сампсониевский проспект, дом 7
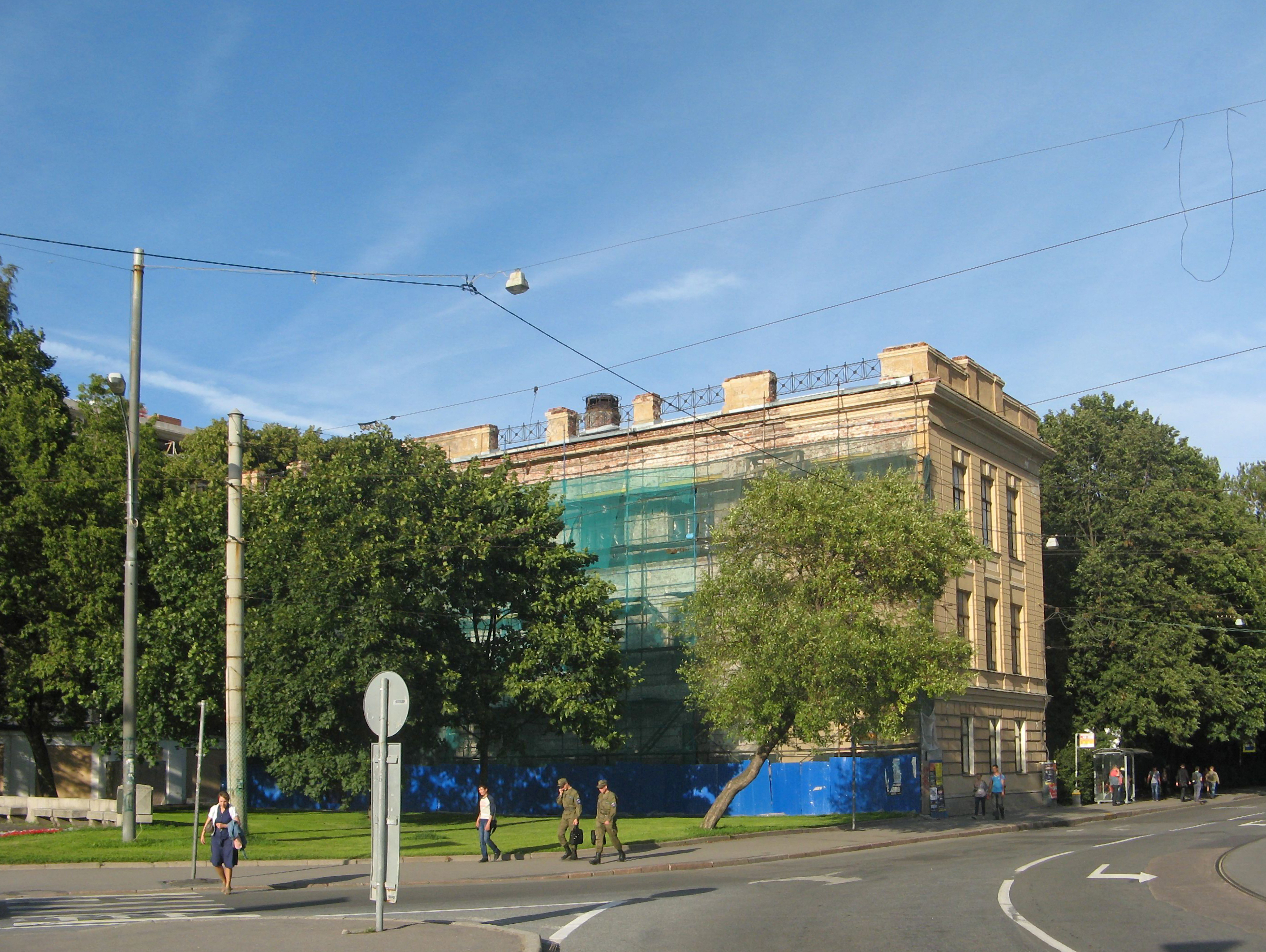
Клиника госпитальной хирургии

## Транспорт
Ближайшая станция метро:  «Площадь Ленина» (пешком 810 метров). На площади есть остановки общественного транспорта «Большой Сампсониевский проспект / Боткинская улица, 23», на них останавливаются автобус № 28, 86, 267, трамвай № 23.